# Baba de camelo
A baba de camelo é uma sobremesa portuguesa, preparada com leite condensado e ovos (clara e gema separadas), normalmente é decorada com amêndoa torrada.
A origem conta a história que no início do século XX de uma senhora que tinha visitantes inesperados na casa, mas que não tinha ingredientes, por isso inventou uma mousse com os ingredientes que tinha na sua cozinha e a escolha do nome particular foi simplesmente para atrair a atenção dos convidados ou para os abster de a provar porque é tão boa.